# Hotu
Chondrostoma nasus
Pour l’article homonyme, voir Hotu (collectif de réalisateurs).
Espèce
Statut de conservation UICN

 LC  : Préoccupation mineure
Le hotu, parfois aussi appelé nase (Chondrostoma nasus) est une espèce de poissons potamodromes et rhéophiles (qui vit dans le courant) des bassins de la Meuse, du Rhin, de la Seine et du Danube. 
À la suite de régressions massives et encore mal expliquées, il a disparu d'une partie importante de son aire de répartition et est considéré comme en voie de disparition au Canada et dans de nombreux sous-bassins européens où il était autrefois bien implanté. Paradoxalement, il colonise de nouveaux habitats hors de son aire naturelle et y est parfois considéré comme invasif et problématique, car il tend à éliminer deux espèces endémiques Toxostome (Parachondrostoma toxostoma) en France dans le bassin du Rhône et Protochondrostoma genei dans le nord de l'Italie.
C'est un poisson grégaire, considéré comme ayant un faible intérêt économique (chair riche en arêtes).

## Caractéristiques
- Longueur du mâle : 25 cm en moyenne, et jusqu'à 50 cm[3]
- Poids maximum connu : 1,5 kg
- Longévité maximale connue : 15 ans[4]

Un hotu de 70 cm aurait été pêché par le Conseil supérieur de la pêche dans l'Ornain à Alliancelles en 1988.[réf. nécessaire]

## Habitat
Selon une étude télémétrique suisse publiée en 1998 et conduite dans la rivière Aar, les adultes montrent dans les zones étudiées des comportements et préférences assez variées, mais avec une prédominance  d'habitats où le courant est de 0,5 à  1 m/s, avec des sédiments grossiers et des profondeurs comprises entre 1 et 2 m. 
Plusieurs études ont porté sur les caractéristiques morphologiques, hydrologiques, rhéologiques et structurelles (largeur et profondeur de la rivière, type de substrat), sur la température de l'eau et son taux d'oxygène ont été mesurées, sur ses aires de nourrissage, de frai et de repos.
Les hotus semblent être fidèles à un même domaine vital très localisé et assez grand pour y trouver toujours de quoi se nourrir (et éventuellement un peu plus grand en hiver), durant des périodes bien définies (selon Philippart (1981) et Fielenbach (1996), tout en effectuant temporairement de petites migrations, probablement en lien avec les activités de reproduction (il migre alors jusqu'à une dizaine de kilomètres vers des frayères souvent situées dans des affluents) et des changements saisonniers du courant, de la température ou de l'oxygénation de l'eau.
Selon Penaz (1996), l'espèce est réputée faire des migrations (nuptiales et post-nuptiales).

## Répartition
Selon Fishbase, l'espèce est normalement localement présente en Europe dans les bassins du Danube, Dniestr, Boug méridional et Dniepr, au sud de la Baltique (Nieman, Odra, Vistule) et au sud de la mer du Nord (du nord de la France dans le bassin de la Meuse). 
Il a été introduit dans le sud de la France (hors de son aire naturelle de répartition) et bien qu'il soit souvent réputé adapté aux eaux fraiches, il est devenu localement invasif dans le Rhône, la Loire, l'Hérault, et la Seine et dans certaines zones de l'Italie et de la Slovénie. 
En Asie : il est présent en Turquie.

## Biologie
Cette espèce grégaire se rencontre dans des eaux peu profondes où le courant est rapide et l'eau plus oxygénée ; souvent dans les remous au niveau des piles de ponts ou des affleurements rocheux. Il se nourrit toute l'année, sauf durant la période de frai.
Alimentation : la larve et l'alevin sont carnivores (ils se nourrissent de petits invertébrés), alors que l'adulte mange des diatomées benthiques et des détritus.
Les déplacements (par radiotélémétrie) et le comportement de reproduction de l'espèce a fait l'objet de diverses études. En laboratoire le taux de survie après éclosion des œufs (à la résorption du vitellus) est le plus élevé (89 à 90 %) dans une eau dont la température est comprise entre 10 et 16 °C et est déjà bien dégradé à 19 °C (76 %). Selon Kemler (1998), la survie des hotus, le développement des alevins et leur répartition sont affectés par le réchauffement de l'eau, et des repeuplements pourraient potentiellement être faits selon cet auteur à partir d'élevage piscicoles avec une température d'incubation de 13 à 16 °C et une température de 15–18 °C durant la croissance des alevins. On sait maintenant déclencher artificiellement (induction chimique) l'ovulation chez cette espèce. Les alevins sont beaucoup moins rhéophiles que les adultes ; ils recherchent des zones abritées et à faible courant (dans le Danube autrichien Keckeis & al. (1997) ont montré que 70 % des alevins de cette espèce étaient dans des eaux à faible courant (de 1cm/s et 10 cm/s). 
Selon Keckeis et al. (1997), sa stratégie spatiale et saisonnière de reproduction et les besoins de l'espèce en termes de "nurseries" pour les alevins et juvéniles pourrait défavoriser le Hotu et au moins partiellement expliquer sa régression.
En Autriche, un suivi sur 7 ans (in situ) a montré que le Hotu pondait dans les sites suivis quand l'eau atteignant 9 à 10,7 °C, avec sur le site de frai une forte préférence pour des profondeurs de 20 à 30 cm (60 % des cas) et une vitesse moyenne du courant de 0,4 à 0,6 m/s (> 50 % de toutes les mesures).
Le frai qui n'a lieu qu'une fois par an et parfois durant seulement 5 voire 3 jours. Avant le frai, les mâles forment de grands rassemblements, puis chaque mâle défend un petit territoire. Les femelles pondent pondent des œufs collants dans des creux faits dans le fonds de gravier. Selon Philippart (1977), la sénilité est atteinte chez les femelles vers 12 ans (> 42 cm, femelles s'était déjà reproduit 6 fois en moyenne) alors qu'elle n'arrive qu'après 15 ans (> 50 cm) chez le femelles de Barbeaux (c’est-à-dire des poissons s’étant reproduit 9 fois en moyenne).
Les œufs pondus près de la surface sont plus vulnérables à la prédation par des poissons (par le Barbeau commun par exemple) ou oiseaux d'eau (canards notamment), et ceux qui sont dans les zones protégées de la prédation sont souvent plus exposées à l'anoxie et ont alors une moindre espérance de vie. Les larves commencent leur vie près de la surface près des rives, puis les juvéniles se nourrissent sur le fond dans les habitats riverains très peu profonds. En grandissant, ils se déplacent enfin des berges vers des habitats plus rhéophiles (é écoulement plus rapide).

## État des populations, pressions, menaces
Cette espèce est relativement thermophile, ayant besoin d'une eau à 16 °C au moins en été, est (comme d'autres) victime du réchauffement excessif de l'eau (réchauffement climatique (effets des canicules, exacerbés par les rejets  anthropiques, dont de systèmes de refroidissement des centrales thermiques), la pollution de l'eau (dont génotoxique) même si parce qu'il se nourrit peu de benthos ou sur le sédiment, il est moins vulnérable que l'anguille ou le barbeau commun (Barbus barbus) et de certains aménagements de cours d'eau.
L’œuf et la larve ont des besoins importants en oxygène.

## Protection
Le hotu est inscrit à l'annexe III de la Convention de Berne.

## Autres significations du nom
En argot des années 1950, un hotu est une personne de peu de valeur, laid etc.. Dans la région de Liège (Belgique), le mot hotu désigne parfois un jeune homme pas très malin.[réf. nécessaire]
L'écrivain Albert Simonin a écrit une série de romans, Le Hotu.

## Risques de confusion
Les jeunes individus peuvent être confondus avec des rotangles ou des gardons, mais l'adulte a une bouche et une sorte de museau (d'où son nom d'espèce nasus) assez reconnaissables.